# Pseudaspilates obliquizona
Pseudaspilates obliquizona är en fjärilsart som beskrevs av Inoue 1953. Pseudaspilates obliquizona ingår i släktet Pseudaspilates och familjen mätare. Inga underarter finns listade i Catalogue of Life.